# Cucina iraniana

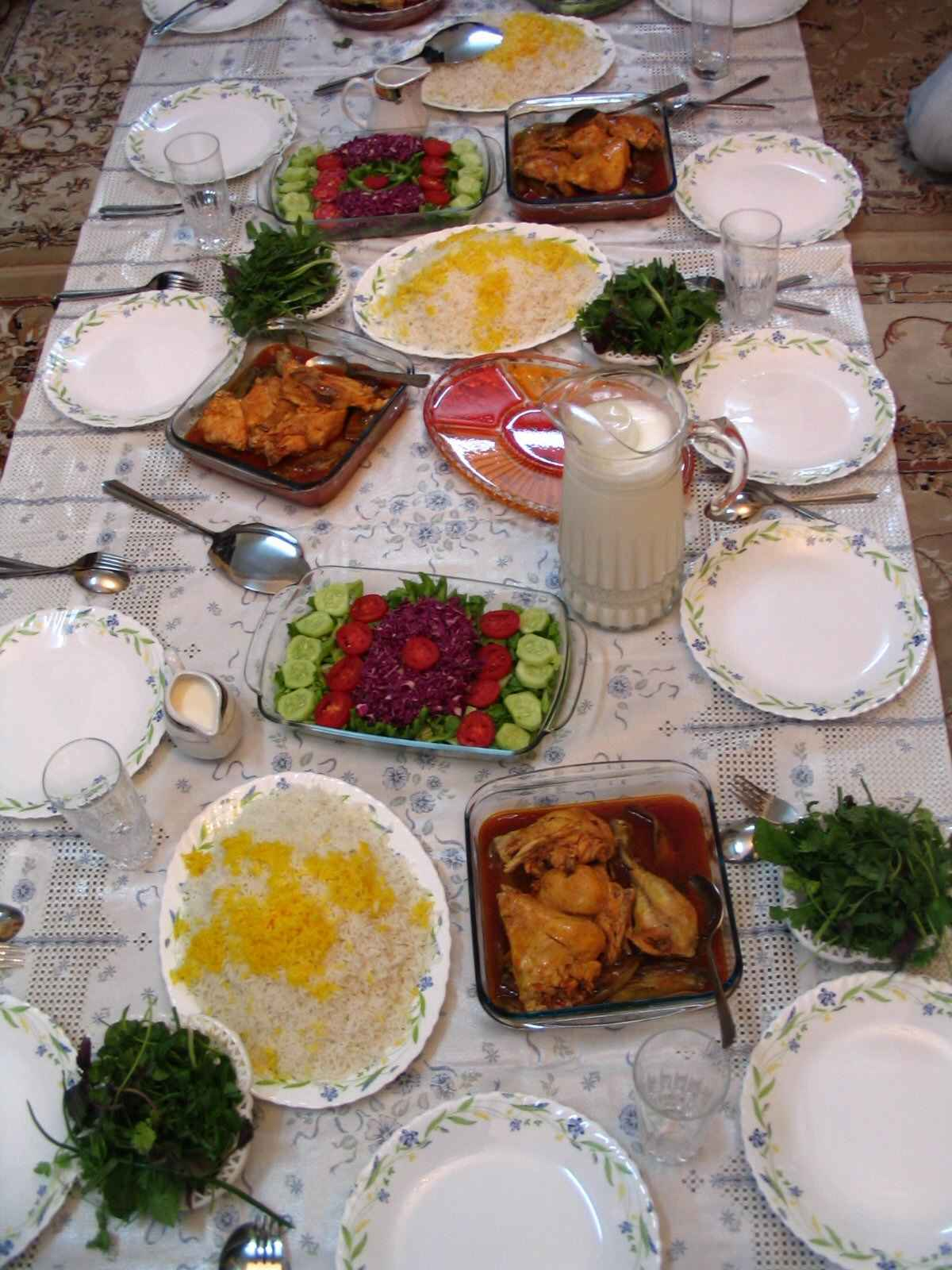
Tavolata con piatti iraniani

La cucina iraniana (in persiano آشپزی ایرانی‎, āšpazī-ye irānī) comprende le abitudini culinarie dell'Iran. Essa è ritenuta una delle cucine più sofisticate al mondo, assieme a quella francese e cinese. La forma in cui si presenta al giorno d'oggi trova le sue origini nel periodo safavide (1501-1622), durante il quale l'islam sciita fu dichiarato religione ufficiale.

## Storia
Le prime attestazioni della cucina iraniana risalgono al periodo sasanide (226-651 d.C.). La vastità dell'impero aveva fatto sì che i cibi riflettessero le caratteristiche dei diversi territori al suo interno, oltre che le manie di grandezza e il desiderio del lusso tipico della corte imperiale dell'epoca.
Quando nel 636 d.C. la Persia fu conquistata dagli islamici, i califfi abbasidi introdussero ulteriore varietà ai banchetti di corte, durante i quali era richiesta una buona conoscenza culinaria, sia teorica che pratica. Vennero introdotti ingredienti importati da paesi lontani, e i metodi di cottura divennero sempre più sofisticati. Con la conquista dei mongoli avvenuta nel 1258 si attestò un'interruzione della produzione di libri di cucina, il ché non ci consente di conoscere perfettamente le abitudini culinarie di quel periodo. Tuttavia, da diversi scritti e racconti di viaggio dell'epoca si apprende che i mongoli non disponessero di un'alta cucina, e che la loro dieta si basasse sostanzialmente sul consumo di carne e di latticini. Inoltre, il poeta del XV secolo Busḥāq descrive nella sua opera Divan piatti, ingredienti e festività dell'epoca.
Con la dinastia safavide la Persia visse una rinascita culturale e sociale che inevitabilmente interessò la cucina. A questo periodo risalgono due importanti manuali: il primo, intitolato Karnama, fu scritto nel 1523 dal cuoco Muhammar 'Ali Bavarchi, e il secondo, Maddat al-Hayat, fu scritto nel 1599 da Nuralla, cuoco di ʿAbbās I il Grande. Entrambi provano come in quel periodo vi fossero già diversi tipi di pilaw e ash, nonché vengono menzionate due ricette di dolma e una di kuku, una sorta di frittata.
Durante la dinastia Qajar i piatti divennero ancora più elaborati: nel suo Sufra-yi At'ima, il cuoco Mizr'Ali Akhbar Khan Ashpaz Bashi descrive dettagliatamente la pulizia e la cottura del riso, al quale vennero aggiunte erbe aromatiche che nel periodo safavide erano assenti.

## Descrizione generale
La cucina iraniana risulta essere poco piccante e poco speziata, ed è caratterizzata dall'uso di due ingredienti fondamentali, ovvero lo zafferano e il limone indiano. La carne è tipicamente condita con noci e frutta, e il riso, cotto in modo da tenere i chicchi separati tra loro, si distingue in pilaw (riso condito) e chilaw (riso bianco). Ad esso si accompagna un sugo chiamato khoresh, che consiste in uno stufato di carne, frutta, verdura ed erbe aromatiche.
La preparazione dei piatti risulta essere particolarmente laboriosa e lunga: gli stufati e le zuppe richiedono diverse ore di cottura. Tuttavia, anche se in misura minore, vi sono piatti dalla preparazione immediata, come l'omelette khagina e una zuppa di cipolle e coriandolo chiamata eshkeneh.
Un pasto iraniano è composto da una portata principale (tipicamente riso o pane) che viene accompagnata da un certo numero di contorni che varia a seconda del numero dei commensali. In tutto il paese si cucinano ash, khoresh e khorak, accompagnati da yogurt. Il pasto termina con un dolce (shirini), che può comprendere baklava, marzapane o sohan. Il tè è generalmente servito nelle tipiche estekaan, dei bicchieri che conferiscono alla bevanda il classico color rubino.

## Piatti principali

### Riso e pane

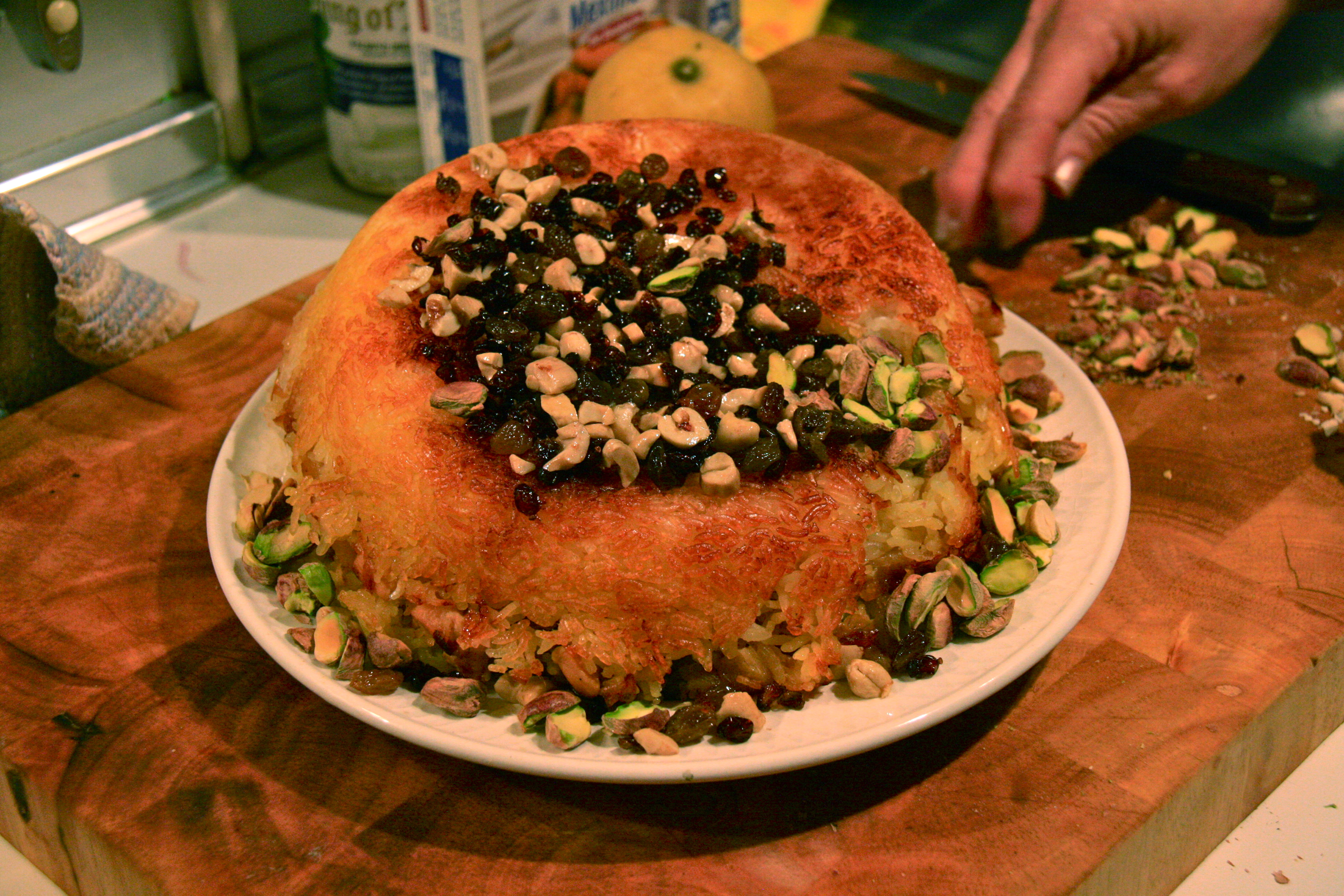
Morasa polo

Il riso è base fondante della cucina iraniana. Esso viene cotto in modo che suoi chicchi risultino lunghi e separati tra loro. I piatti di riso sono tipicamente curati dal punto di vista estetico, come il morasa polo, caratterizzato dal colore dorato tipico del berberis, delle carote e dello zafferano, oppure il kalam polo, fatto con il cavolo. Oltre al riso secco, in alcuni contesti informali viene talvolta servito del riso appiccicoso chiamato dami o dampokht, di cui si può trovare una variante speziata e aromatica chiamata lakh lakh. Il riso viene anche cucinato in modo che formi una crosta croccante, quasi bruciacchiata, chiamata tahdig, usata come base per altre ricette più elaborate, come ad esempio il tahchin, una torta di riso salata che può essere ripiena di carne o verdure.
Per quanto il riso sia estremamente popolare in Iran, il governo incentiva fortemente il consumo di pane, poiché la coltivazione del grano richiede meno acqua rispetto a quella del riso. I tipi di pane più diffusi nell'area sono il sangak, fatto con farina integrale e cotto su pietra, e il naan, un tipo di pane basso dalla forma ovale.

### Contorni e zuppe
Per quanto i contorni possano variare a regione a regione, melanzane e spinaci sono diffusi in tutto il paese. Insieme al riso spesso sono serviti cipolle crude e scalogno, mentre tra gli stufati di verdure troviamo i dolma. Un contorno a base di carne molto diffuso è la kufta, una polpetta fatta con carne di montone o agnello tritato e speziata con erbe, mentre tra le zuppe si menziona l'abgoosht, una zuppa densa di montone e ceci, questi ultimi spesso usati come contorno per riso e pane oppure come base di una purea.

### Carne e pesce
L'agnello è certamente la carne più diffusa in Iran, in quanto il maiale è proibito dalla religione islamica e il vitello è poco diffuso a causa della scarsità di erba da pascolo. Diffusi sono gli arrosti, dove la carne è ripiena di riso, mandorle, ribes e pinoli. Uno dei piatti di carne più noti è il chelo kebab, composto da carne disossata marinata nello yogurt e cotta allo spiedo.
Nell'area del mar Caspio è diffuso il consumo di pesce, in particolare trote e storioni. Da questi ultimi si ricava il caviale, principalmente destinato all'esportazione.

### Frutta e bevande
A concludere il pasto vi sono svariati tipi di frutta, come meloni, melograni, uva, datteri, pesche e albicocche. L'acqua di rose è un'essenza usata in molte ricette, nonché in una bevanda tipica di Shiraz chiamata palouden, dove viene aggiunta al succo di limone. Lo yogurt è ampiamente usato in diverse bevande, nonché come marinatura per molte ricette.

## Distinzione in cibi caldi e freddi
La cucina iraniana si basa su una filosofia che in passato era condivisa in gran parte del mondo civilizzato, come in Cina, India e in Europa (tramite i medici salernitani). Essa consiste nel distinguere i cibi in caldi e freddi in base all'energia del corpo. Secondo questa filosofia infatti, il corpo riflette gli elementi di terra, aria, fuoco e acqua nel sangue, nella bile gialla, nella bile nera e nel catarro. È importante per gli iraniani che questi elementi siano in equilibrio tra di loro per evitare spiacevoli scompensi fisici. Tra i cibi caldi troviamo il grasso animale, pollame, montone, grano, zucchero e frutta e verdura secca, mentre tra quelli freddi vi sono latticini, pesce, riso e frutta e verdura fresca.

## Immagini di piatti iraniani

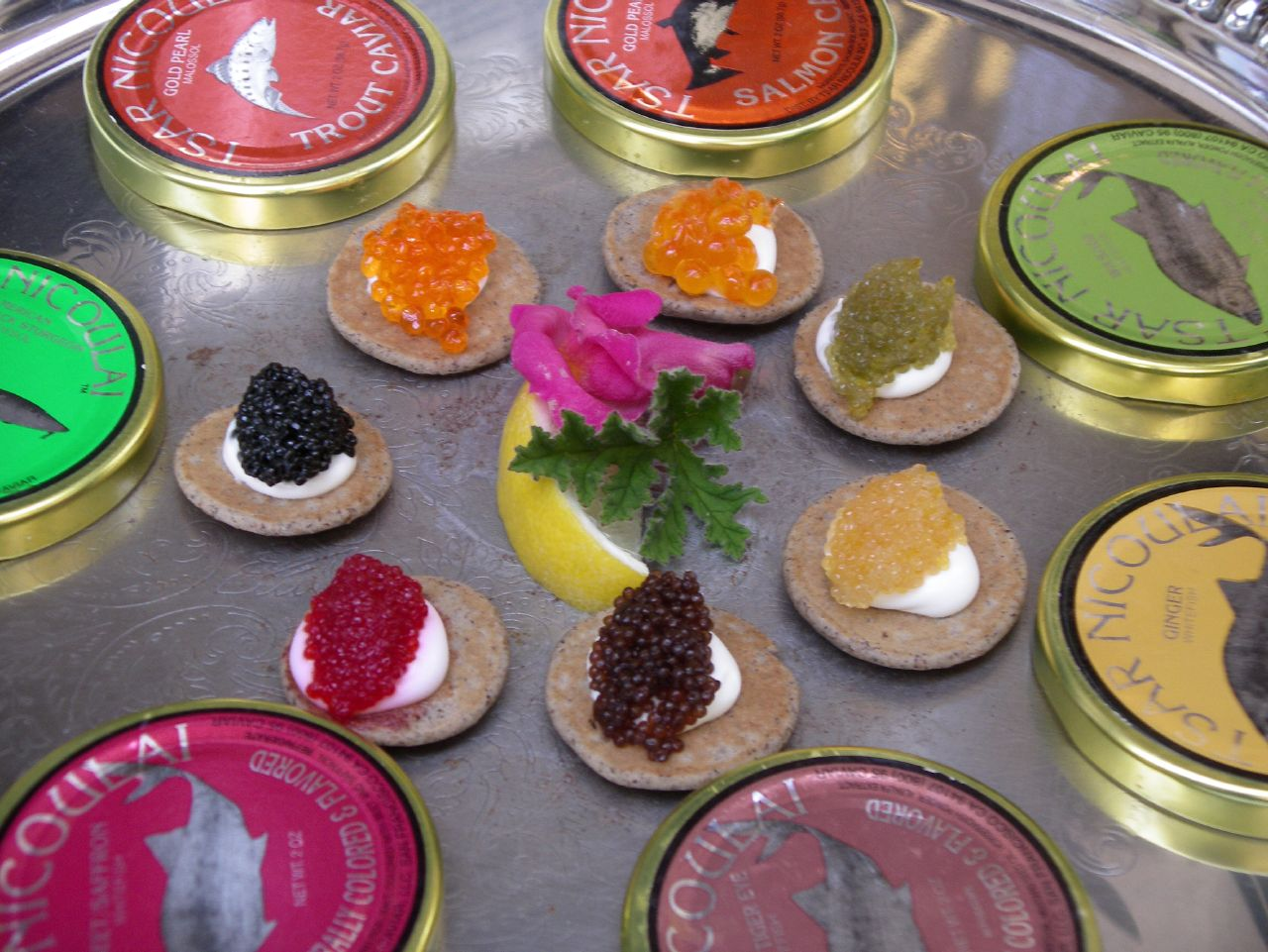
7 tipi di uova di pesce
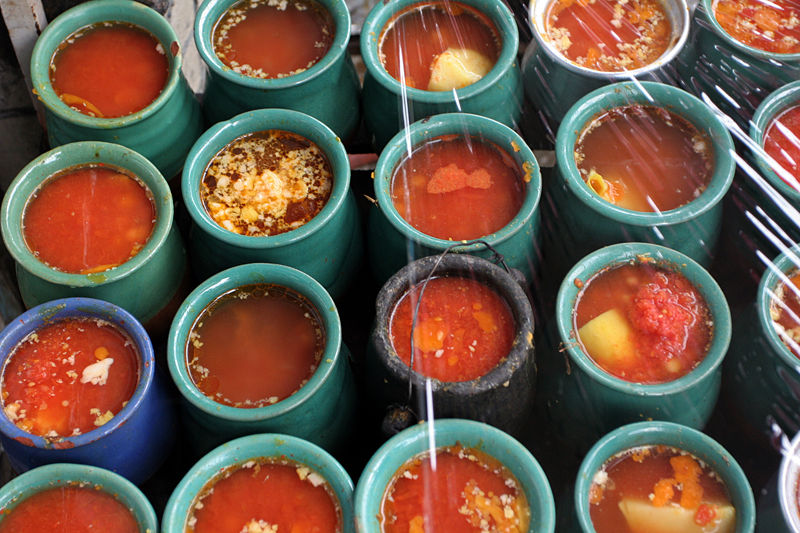
Dizi
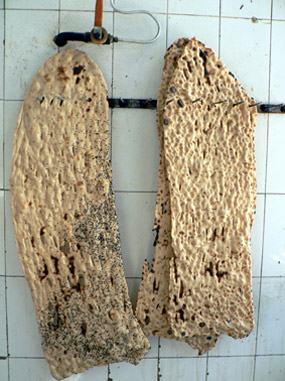
Sangak
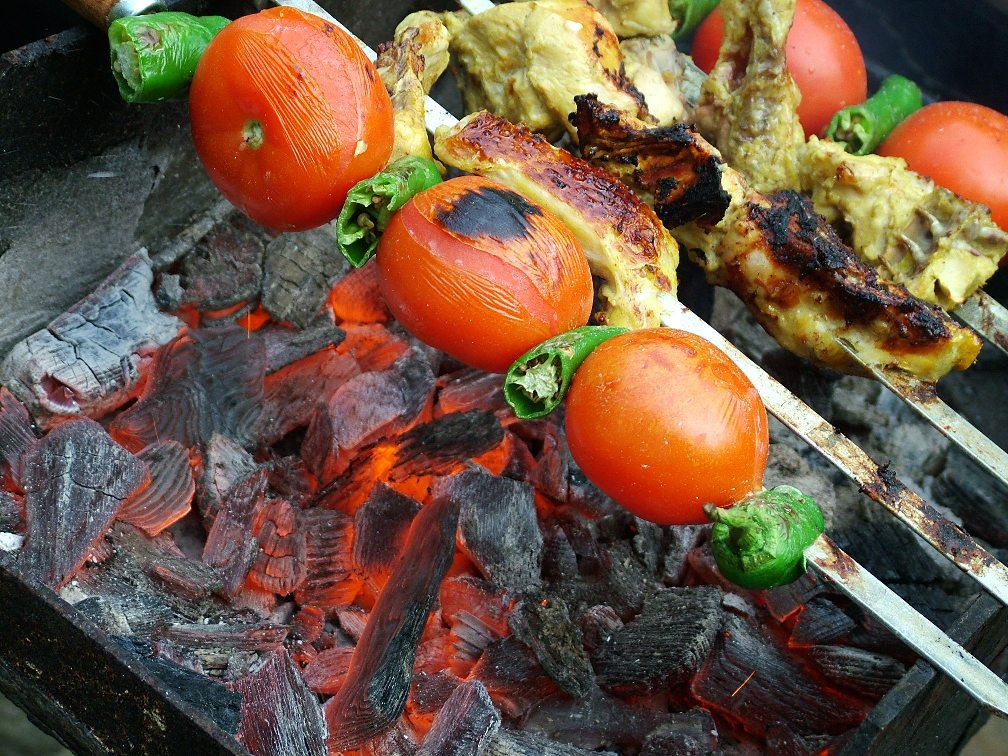
Jujeh kabab
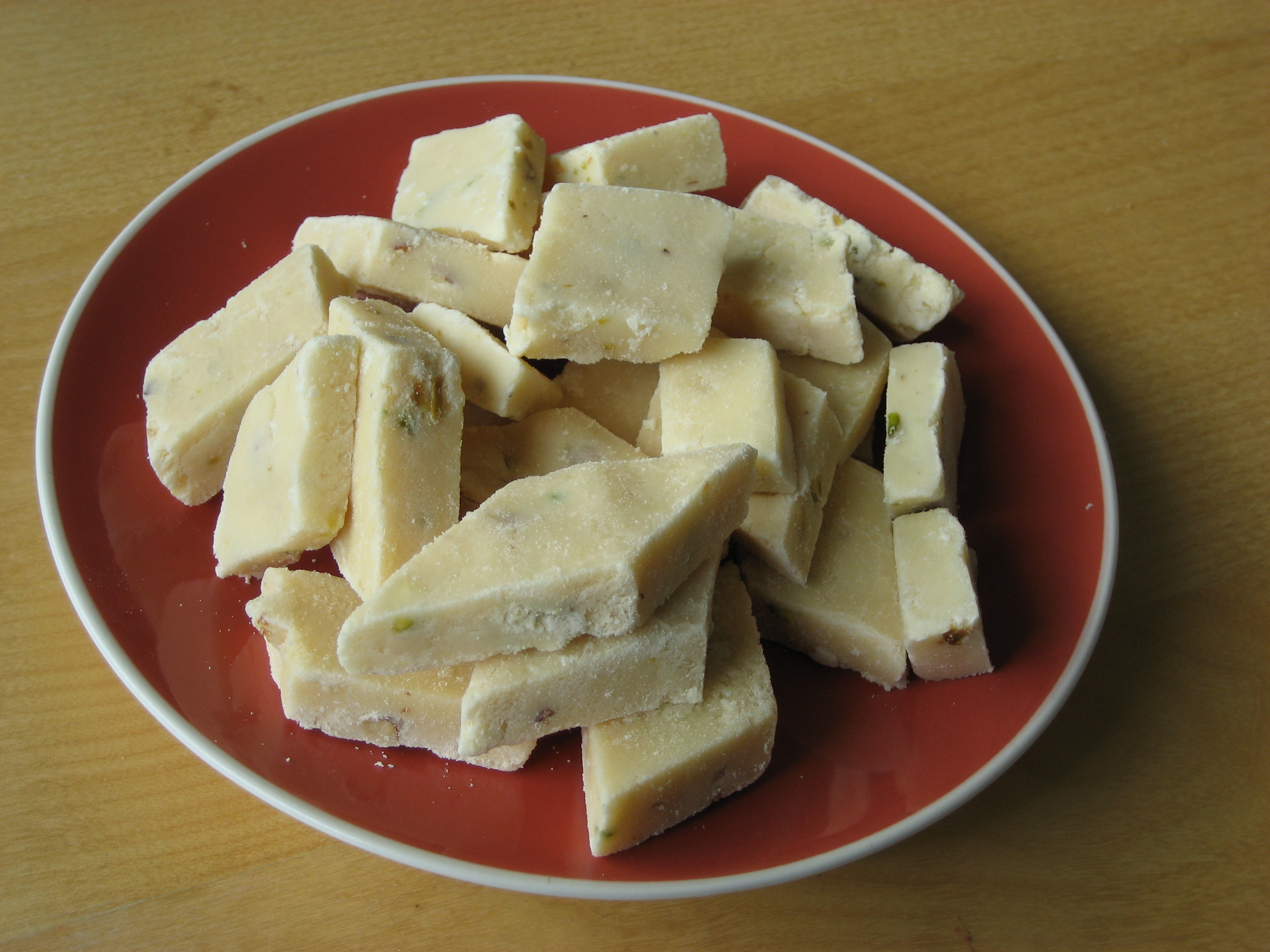
Shekarpareh (dolce) del Khorasan
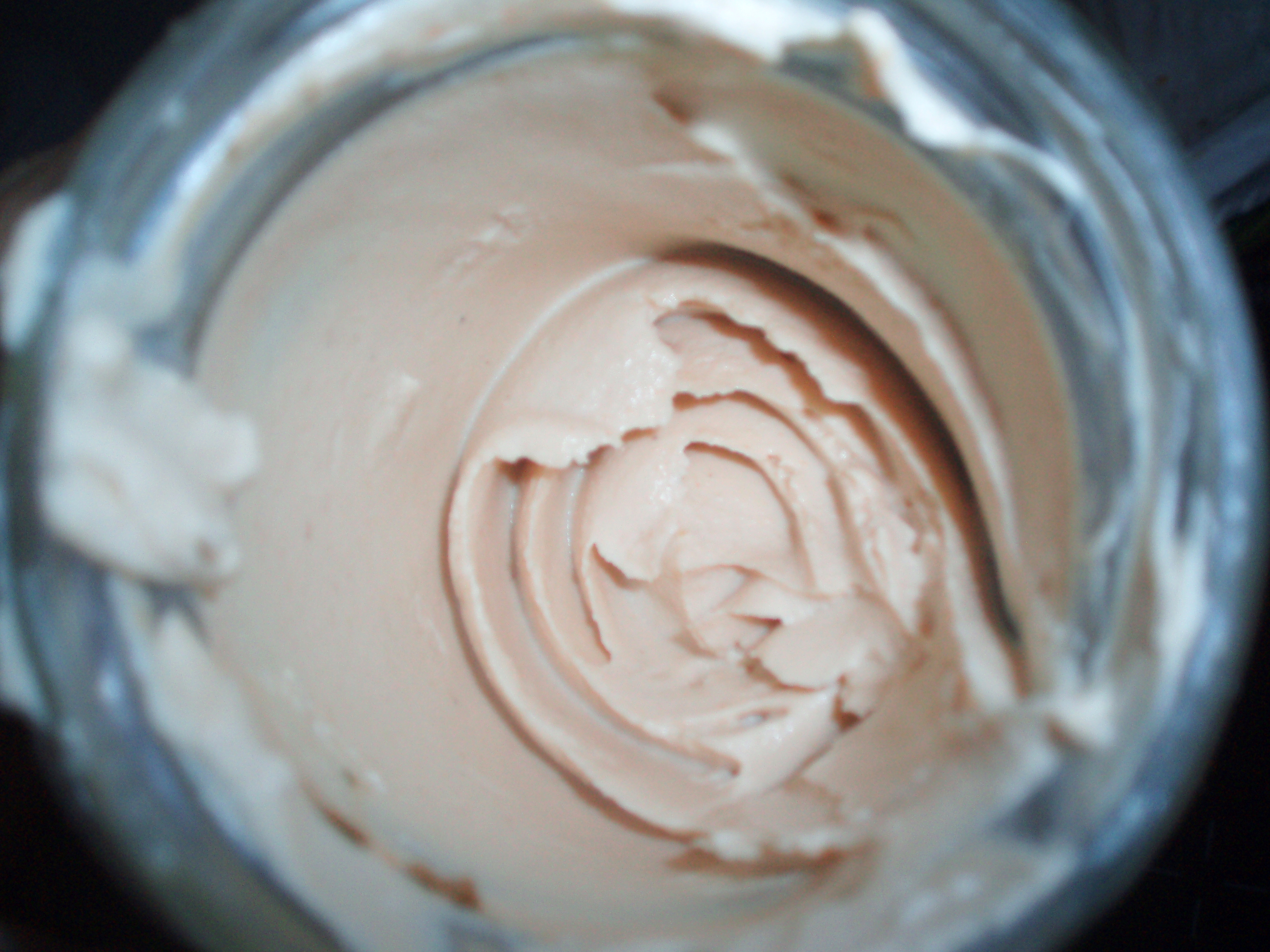
Kashk iraniano
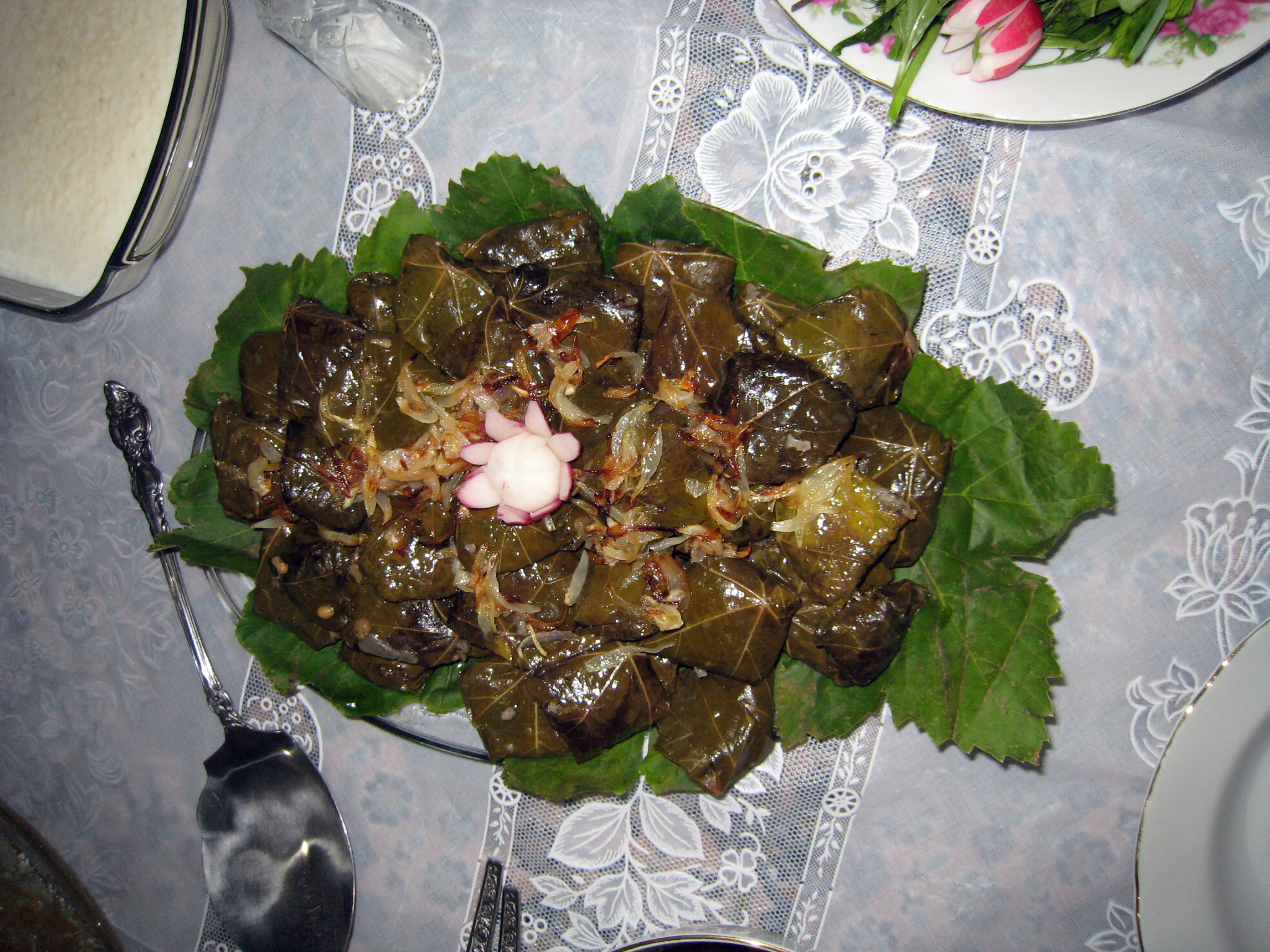
Dolmeh di Tabriz
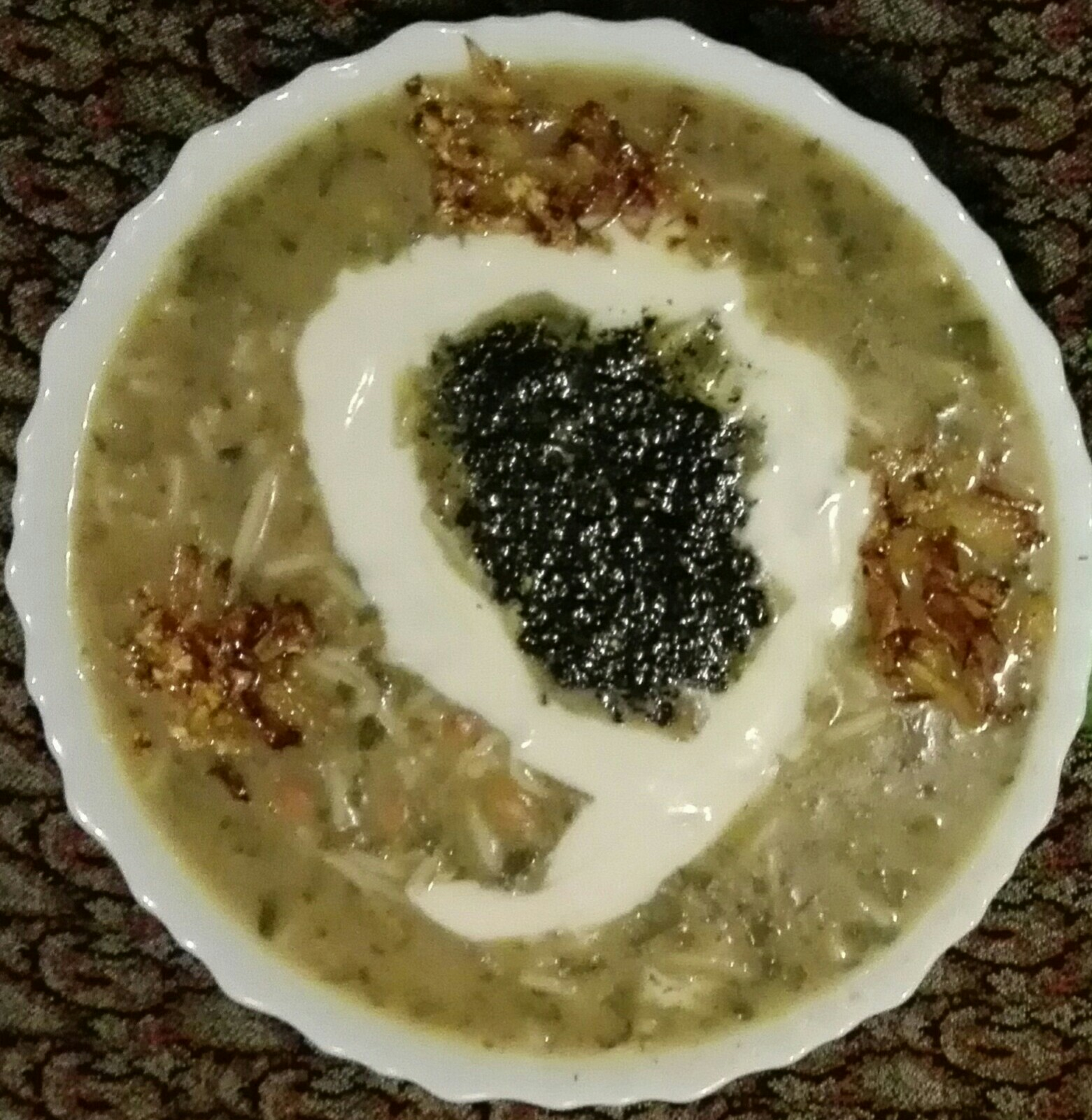
Ash reshteh (con kishk)
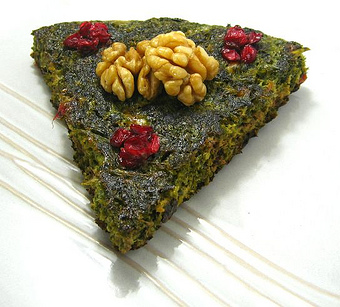
Kuku Sabzi
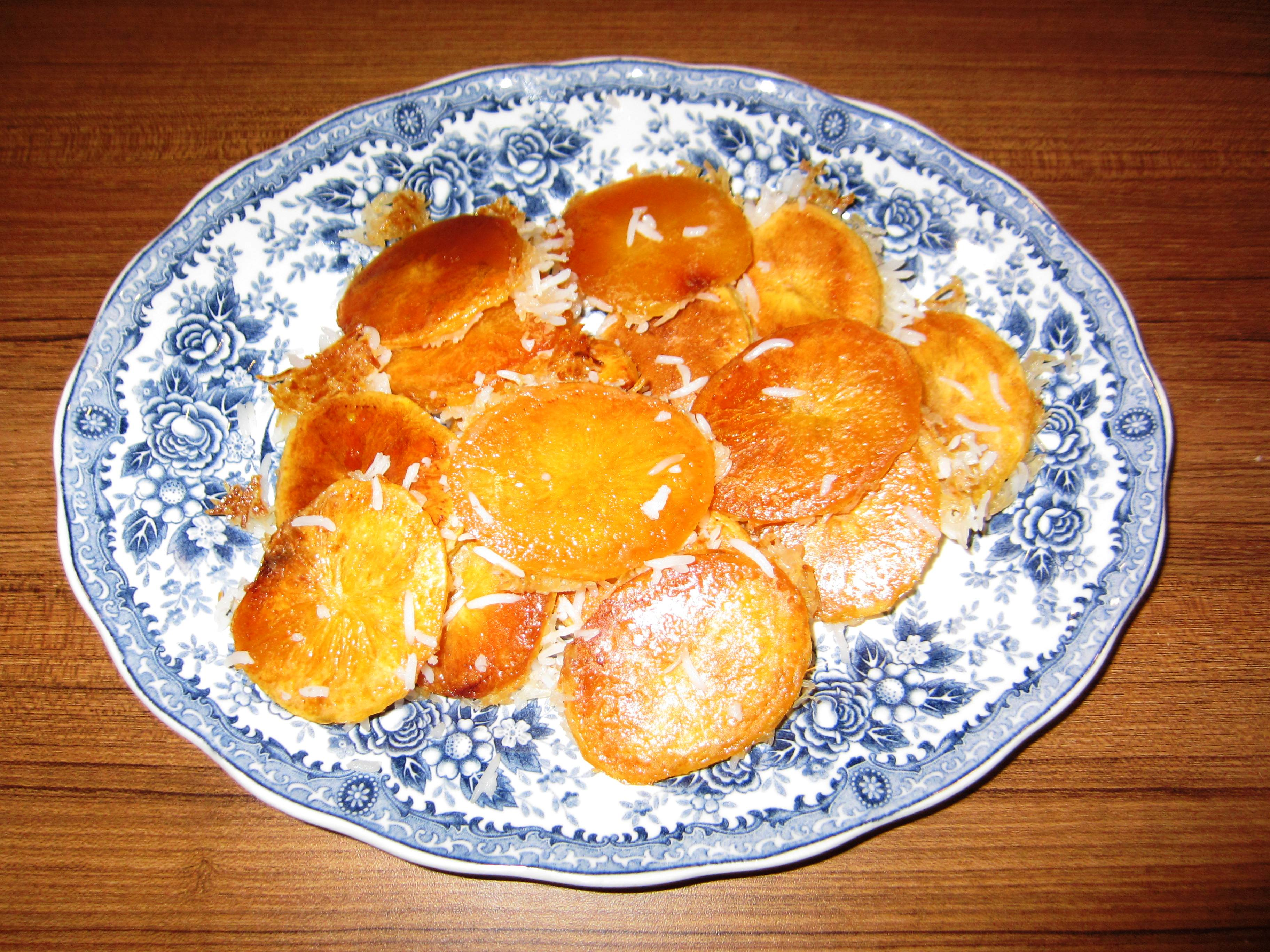
Tahdig di patate